# Luis Antonio Duhau
Luis Antonio Duhau (* 1887; † 19. März 1963) war ein argentinischer Politiker.

## Leben
Seine Eltern waren Candelaria Foullerac und Urbano Duhau. Am 7. Mai 1909 heiratete er in der Iglesia de Nuestra Senora de la Merced in Buenos Aires Luisa Ham y Etcheon (* 3. Dezember 1887; † 27. Februar 1975). Ihre Töchter waren Maria Elena "Malele", Lucía, Elisa und Juana Duhau y Ham.
Duhau studierte Agrarwissenschaft und war im Rugbyteam der Fakultät auf der Verteidigerposition (Back) eingesetzt. 1927 war er Mitglied des Direktoriums der Banco de la Nación Argentina. Von 1926 bis 1928 war er Vorsitzender der Sociedad Rural Argentina. Er war Mitglied des Jockey Clubs von Buenos Aires, in dem sich die Putschisten der 1930er Jahre trafen. Nachdem Hipólito Yrigoyen 1930 weggeputscht worden war, wurde Duhau unter General Agustín Pedro Justo Senator und Landwirtschaftsminister.
Bei einer Senatsdebatte über Korruption warf ihm Lisandro de la Torre am 23. Juli 1935 um 16 Uhr vor, dass Fleischaufkäufer für die britischen Kühlschiffe für seine Rinder mehr zahlen würden, als für Rinder anderer Rindfleischproduzenten und dass der Finanzminister, Frederico Pinedo, über die Steuerhinterziehung von einigen Rindfleischaufkäufern informiert sei. Unmittelbar nachdem de la Torre diese Vorwürfe geäußert hatte, wurde auf ihn geschossen. Der Senatskollege aus Santa Fe, Enzo Bordabehere, warf sich vor ihn, rette de la Torre das Leben und wurde dabei selber erschossen.